# Ardissonea
Ardissonea De Notaris, 1870   é o nome botânico de um gênero de algas vermelhas pluricelulares da família Naccariaceae.

## Espécies
Atualmente 1 espécie é considerada taxonomicamente válida:
- Ardissonea robusta (Ralfs ex Pritchard) De Notaris, 1870

= Synedra robusta Ralfs ex Pritchard, 1861